# Debuut
Men spreekt van een debuut wanneer iemand voor het eerst in het openbaar optreedt, publiceert of sport op een bepaald niveau.
Voorbeelden zijn een eerste literair werk, voor het eerst meedoen aan de Olympische Spelen, een eerste acteeroptreden en een eerste album of single.
Een dergelijke handeling wordt debuteren genoemd. Een persoon die debuteert heet een debutant.

## Debutante
In high society-kringen is een debutante of 'deb' (uit het Frans : débutante , 'vrouwelijke beginner') een adolescente vrouw afkomstig van aristocratische, adellijke of hogere klasse die als nieuwe volwassene, haar officiële intrede ('debuut') doet in het openbare leven van de maatschappij op een ceremoniële plechtigheid zoals een debutantenbal. Oorspronkelijk betekende de term dat de vrouw de huwbare leeftijd had bereikt en klaar was om zich te presenteren aan de fine fleur van geschikte jonge vrijgezellen, met het oog op een huwelijk binnen het zelfde elitaire milieu.